# Nevenka Bezić-Božanić
Nevenka Bezić-Božanić (Bjelovar, 2. studenog 1927. – Split, 29. prosinca 2012.) hrvatska je povjesničarka umjetnosti. Rođena je u Bjelovaru. Rodom je s otoka Šolte.
Četiri je godine bila predsjednicom Književnog kruga u Splitu. Uređivala je izdanje Hvarski književni krug. Omiljena tema bila joj je pučko čipkarstvo i pučki majstori - umjetnici u Hrvata. Proučavala je povijest južnih hrvatskih otoka: Hvara, Visa i Šolte.

## Djela
- knjige
- Prilog bibliografiji otoka Hvara, 1957.
- Popis stanovništva Komiže u XVIII i početkom XIX stoljeća, 1972.
- Popisi i struktura stanovništva krajem XVIII i početkom XIX stoljeća u Visu, 1975.
- Prilog proučavanju stanovništva otoka Visa krajem XVI i početkom XVII stoljeća, 1975.
- Majstori Dalmacije, 1978.
- Stanovništvo Jelse, 1982.
- Stanovništvo Komiže, 1984.
- Starohrvatska prosvjeta, 1987.
- Građa za bibliografiju Omiša, 1988.
- Povijest stanovništva u Visu, 1988.
- Majstori od IX. do XIX. stoljeća u Dalmaciji/Artists and craftsmen from 9th to 19th century in Dalmatia, 1999. (eng. prijevod Natasha Yarwood)
- Juditini dvori, 2001.
- Tragom davnine, 2006.
- Iz prošlosti Visa, 2007.
- Selčani 18. i 19. stoljeća, 2007., ISBN 978-953-263-015-2
- članci

Objavila je brojne članke u etnografskim i povjesničarskim časopisima te u raznim zbornicima.

### Urednica
- 0d Isse do Visa: književnost, povijest, eseji, 1982.

## Nagrade i priznanja
- Povelja Grada Komiže za životno djelo 2011.,[1] za izuzetan doprinos na području društvenog i kulturnog života od značenja za grad Komižu.